# Севжелдорлаг
Севжелдорлаг (Севжелдорстрой) — Северный железнодорожный исправительно-трудовой лагерь НКВД, который функционировал с 10 мая 1938 по 24 июля 1950. Подчинялся Главному управлению лагерей НКВД (до января 1940), Главному управлению лагерей железнодорожного строительства НКВД (январь 1940 — апрель 1947), затем Северному управлению лагерей железнодорожного строительства, с 1948 — снова Главному управлению лагерей железнодорожного строительства НКВД.
После завершения основных работ по строительству Северо-Печорской железной дороги он был объединен с Севпечлаг с образованием Печорлага.
Участки Севжелдорлага располагались на территории Архангельской области (на станции Котлас) и Коми АССР (в посёлке ВИС Сосногорского района в пос. Княж-Погост Усть-Вымского района и посёлке Железнодорожный — ныне это город Емва).

## Численность
| Дата           | численность | Дата          | численность |
| -------------- | ----------- | ------------- | ----------- |
| 1 октября 1938 | 25 199      | 1 января 1939 | 29 405      |
| 1 января 1940  | 26 310      | 1 января 1941 | 84 893      |
| 1 июля 1941    | 66 926      | 1 января 1942 | 53 344      |
| 1 января 1943  | 29 741      | январь 1944   | 14 757      |
| январь 1945    | 12 418      | 1 января 1946 | 13 546      |
| 1 января 1947  | 26 599      | 1 января 1948 | 23 728      |
| 1 января 1949  | 29 156      | 1 января 1950 | 27 686      |

На 1 октября 1938 года из 25 199 содержащихся в Севжелдорлаге заключённых 13 906 являлись осуждёнными по 58 статье, 3 158 как СОЭ и СВЭ.  На 1 января 1943 из  29 741 заключенных 2 709 были женщины, а осуждённые по 58 статье составляли 17 114. С 1942 по 1947 в Севежлдорлаге были рабочие колонны ссыльных немцев в июле 1942 - 4954 человек, в ноябре 1942 -  5411 человек, в январе 1947 - 1130 человек, в августе 1948 - 95 человек.

## Начальники
- Шемена С. И., капитан ГБ, с 10.05.1938 по не ранее 07.101.1944.
- Ключкин И. И., полковник, с 04.04.1945 по 24.07.1950